# Nell Martin
Nell Columbia Martin, z d. Boyer (ur. 27 maja 1890 w Illinois, zm. w 1961) – amerykańska pisarka, autorka powieści i opowiadań kryminalnych. Publikowała także jako Nell Columbia Boyer Martin i Columbia Boyer. W okresie 1929–1930 była w związku z pisarzem Dashiellem Hammettem.

## Twórczość
Powieści
- The Constant Simp (1927)
- The Mosaic Earring (1927)
- Lord Byron of Broadway: A Novel (1928)
- The Other Side of the Fence: A Novel (1929)
- Lovers Should Marry (1933) – dedykowana Dashiellowi Hammettowi